# Atletismo nos Jogos Pan-Americanos de 1987 - Salto em distância masculino
As provas do salto em distância masculino nos Jogos Pan-Americanos de 1987 foram realizadas em 14 e 16 de agosto em Indianápolis, Estados Unidos.

## Medalhistas
| Ouro                          | Prata                            | Bronze                   |
| Carl Lewis USA Estados Unidos | Larry Myricks USA Estados Unidos | Jaime Jefferson CUB Cuba |

## Resultados

### Classificação
| Posição | Nome              | Nacionalidade         | Marca | Notas |
| ------- | ----------------- | --------------------- | ----- | ----- |
| 1       | Larry Myricks     | USA Estados Unidos    | 8.07  |       |
| 2       | Carl Lewis        | USA Estados Unidos    | 8.06  |       |
| 3       | Jaime Jefferson   | CUB Cuba              | 7.90  |       |
| 4       | Lester Benjamin   | ANT Antígua e Barbuda | 7.73  |       |
| 5       | Olivier Cadier    | BRA Brasil            | 7.65  |       |
| 6       | Carlos Casar      | MEX México            | 7.57  |       |
| 7       | Ian James         | CAN Canadá            | 7.45  |       |
| 8       | Ray Quiñones      | PUR Porto Rico        | 7.40  |       |
| 9       | Norbett Elliot    | BAH Bahamas           | 7.27  |       |
| 10      | Mark Mason        | GUY Guiana            | 7.12  |       |
| 11      | Fernando Valiente | PER Peru              | 7.02  |       |
| 12      | Ricardo Valiente  | PER Peru              | 6.94  |       |

### Final
| Posição           | Nome            | Nacionalidade         | #1   | #2   | #3   | #4   | #5   | #6   | Resultado | Notas |
| ----------------- | --------------- | --------------------- | ---- | ---- | ---- | ---- | ---- | ---- | --------- | ----- |
| Medalha de ouro   | Carl Lewis      | USA Estados Unidos    | x    | 8.75 | 8.53 | 8.75 | 8.68 | 8.63 | 8.75      | PR    |
| Medalha de prata  | Larry Myricks   | USA Estados Unidos    | 8.12 | x    |      |      | 8.58 |      | 8.58      |       |
| Medalha de bronze | Jaime Jefferson | CUB Cuba              | 8.16 | 8.40 | x    | 8.48 |      | 8.51 | 8.51      | NR    |
| 4                 | Lester Benjamin | ANT Antígua e Barbuda |      |      |      |      |      |      | 8.01      |       |
| 5                 | Carlos Casar    | MEX México            | 7.76 |      |      |      |      |      | 7.76      |       |
| 6                 | Olivier Cadier  | BRA Brasil            |      |      |      |      |      |      | 7.54      |       |
| 7                 | Ian James       | CAN Canadá            |      |      |      |      |      |      | 7.52      |       |
| 8                 | Ray Quiñones    | PUR Porto Rico        |      |      |      |      |      |      | 7.46      |       |